# Proud Like a God
Proud Like a God es el primer álbum de la banda alemana de rock alternativo Guano Apes, fue lanzado el 6 de octubre de 1997 a través de GUN/Supersonic Records, internacionalmente el 24 de diciembre de 1997 a través de GUN/Supersonic y BMG International, y finalmente en Estados Unidos el 28 de septiembre de 1999 a través de RCA Records y BMG International. Dos de las canciones más populares y perdurables de Guano Apes están incluidas en este álbum: "Open Your Eyes" y "Lords of the Boards", que alcanzaron en listas #5 y #10 en las listas alemanas, respectivamente.
El álbum ha sido certificado como Platino por vender 200.000 copias tanto en Alemania como en Suiza.

## Lista de canciones
Todas las canciones escritas y compuestas por Guano Apes. 
| N.º | Título                                | Duración |  |
| 1.  | «Open Your Eyes»                      | 3:09     |  |
| 2.  | «Maria»                               | 3:47     |  |
| 3.  | «Rain»                                | 4:35     |  |
| 4.  | «Lords of the Boards»                 | 3:42     |  |
| 5.  | «Crossing the Deadline»               | 3:25     |  |
| 6.  | «We Use the Pain»                     | 2:32     |  |
| 7.  | «Never Born»                          | 5:17     |  |
| 8.  | «Wash It Down»                        | 3:06     |  |
| 9.  | «Scapegoat»                           | 3:22     |  |
| 10. | «Get Busy»                            | 3:25     |  |
| 11. | «Suzie»                               | 2:53     |  |
| 12. | «Tribute»                             | 9:14     |  |
| 13. | «Move a Little Closer» (Hidden Track) | 2:50     |  |

| Edición limitada |                                                            |          |  |
| N.º              | Título                                                     | Duración |  |
| 1.               | «Maria» (en vivo desde Melkweg, Ámsterdam)                 | 4:07     |  |
| 2.               | «Rain» (en vivo desde Melkweg, Ámsterdam)                  | 4:40     |  |
| 3.               | «Lords of the Boards» (en vivo desde Melkweg, Ámsterdam)   | 3:42     |  |
| 4.               | «Crossing the Deadline» (en vivo desde Melkweg, Ámsterdam) | 3:21     |  |
| 5.               | «Get Busy» (en vivo desde Melkweg, Ámsterdam)              | 3:24     |  |

## Personal
Guano Apes
- Sandra Nasić - Voz
- Henning Rümenapp - guitarras
- Stefan Ude - bajo
- Dennis Poschwatta - batería, voz